# ATP Challenger Salzburg-2
Der ATP Challenger Salzburg (offiziell: Salzburg Challenger) war ein Tennisturnier, das von 1988 bis 1992 jährlich in Salzburg, Österreich, stattfand. Es gehörte zur ATP Challenger Tour und wurde im Freien auf Sand gespielt.

## Liste der Sieger

### Einzel
| Jahr | Sieger       | Finalgegner          | Ergebnis      |
| ---- | ------------ | -------------------- | ------------- |
| 1992 | Jordi Arrese | Gilbert Schaller     | 7:6, 7:6      |
| 1991 | Markus Rackl | Martin Sinner        | 1:6, 6:3, 6:4 |
| 1990 | Horst Skoff  | José Francisco Altur | 6:2, 6:2      |
| 1989 | Goran Prpić  | Éric Winogradsky     | 6:1, 6:2      |
| 1988 | Bruno Orešar | Damir Keretic        | 6:2, 2:6, 6:2 |

### Doppel
| Jahr | Sieger                         | Finalgegner                           | Ergebnis      |
| ---- | ------------------------------ | ------------------------------------- | ------------- |
| 1992 | Jan Apell Mikael Tillström     | Jordi Arrese Nils Holm                | 3:6, 6:2, 6:2 |
| 1991 | Johan Carlsson David Engel     | Bruce Derlin Martin Sinner            | 7:6, 6:2      |
| 1990 | Horacio de la Peña Horst Skoff | Johan Donar Ola Jonsson               | 7:5, 6:4      |
| 1989 | Martin Sinner Michael Stich    | Brett Custer Simon Youl               | kampflos      |
| 1988 | Damir Keretic Diego Pérez      | Jean-Philippe Fleurian Andreas Maurer | 6:2, 6:4      |